# Campionato italiano di beach soccer 2024 - Poule Promozione

## Date
| Fase             | Turno         | Data              |
| ---------------- | ------------- | ----------------- |
| Poule Promozione | Prima tappa   | 21-23 giugno 2024 |
| Poule Promozione | Seconda tappa | 5-7 luglio 2024   |
| Poule Promozione | Terza tappa   | 18-20 luglio 2024 |

## Squadre
- Brancaleone
- Cagliari
- Chiavari
- Lazio
- Genova
- Naxos
- Riccione
- Sicilia
- Terracina
- Vastese

## Risultati

### 1ª tappa
| Squadra 1   | Risultato       | Squadra 2   |
| 1ª giornata | 1ª giornata     | 1ª giornata |
| ----------- | --------------- | ----------- |
| Naxos       | 1 - 4           | Lazio       |
| Riccione    | 3 - 6           | Brancaleone |
| Genova      | 4 - 3           | Sicilia     |
| Vastese     | 0 - 10 (tav.)   | Chiavari    |
| Terracina   | 4 - 3           | Cagliari    |
| 2ª giornata |                 |             |
| Riccione    | 4 - 6           | Vastese     |
| Brancaleone | 6 - 5           | Cagliari    |
| Genova      | 6 - 2           | Naxos       |
| Sicilia     | 2 - 4           | Chiavari    |
| Lazio       | 9 - 4           | Terracina   |
| 3ª giornata |                 |             |
| Cagliari    | 5 - 3           | Sicilia     |
| Vastese     | 5 - 5 (0-3 dtr) | Genova      |
| Naxos       | 4 - 1           | Riccione    |
| Chiavari    | 3 - 5           | Lazio       |
| Brancaleone | 3 - 5           | Terracina   |

### 2ª tappa
| Squadra 1   | Risultato       | Squadra 2   |
| 4ª giornata | 4ª giornata     | 4ª giornata |
| ----------- | --------------- | ----------- |
| Brancaleone | 7 - 11          | Naxos       |
| Sicilia     | 4 - 3           | Riccione    |
| Terracina   | 5 - 5 (4-2 dtr) | Vastese     |
| Chiavari    | 2 - 7           | Cagliari    |
| Lazio       | 5 - 3           | Genova      |
| 5ª giornata |                 |             |
| Chiavari    | 3 - 5           | Brancaleone |
| Vastese     | 6 - 9           | Naxos       |
| Cagliari    | 9 - 2           | Lazio       |
| Genova      | 6 - 3           | Riccione    |
| Sicilia     | 4 - 5           | Terracina   |
| 6ª giornata |                 |             |
| Cagliari    | 4 - 3           | Genova      |
| Brancaleone | 8 - 6           | Sicilia     |
| Riccione    | 5 - 6 (dts)     | Chiavari    |
| Naxos       | 5 - 7           | Terracina   |
| Lazio       | 9 - 3           | Vastese     |

### 3ª tappa
| Squadra 1   | Risultato       | Squadra 2   |
| 7ª giornata | 7ª giornata     | 7ª giornata |
| ----------- | --------------- | ----------- |
| Riccione    | 5 - 9           | Lazio       |
| Terracina   | 4 - 4 (5-4 dtr) | Chiavari    |
| Naxos       | 5 - 3           | Sicilia     |
| Brancaleone | 2 - 3           | Genova      |
| Cagliari    | 4 - 4 (5-4 dtr) | Vastese     |
| 8ª giornata |                 |             |
| Lazio       | 8 - 6           | Brancaleone |
| Chiavari    | 4 - 3           | Naxos       |
| Terracina   | 9 - 7 (dts)     | Genova      |
| Sicilia     | 2 - 3           | Vastese     |
| Cagliari    | 2 - 3           | Riccione    |
| 9ª giornata |                 |             |
| Vastese     | 1 - 6           | Brancaleone |
| Naxos       | 8 - 6           | Cagliari    |
| Sicilia     | 4 - 3           | Lazio       |
| Genova      | 2 - 4           | Chiavari    |
| Terracina   | 6 - 4           | Riccione    |

### Classifica
|  | Pos. | Squadra     | Pt | G | V | V+ | Vr | P | GF | GS | DR  |
|  | ---- | ----------- | -- | - | - | -- | -- | - | -- | -- | --- |
|  | 1.   | Lazio (-2)  | 19 | 9 | 7 | 0  | 0  | 2 | 54 | 38 | +16 |
|  | 2.   | Terracina   | 19 | 9 | 5 | 1  | 2  | 1 | 49 | 44 | +5  |
|  | 3.   | Naxos       | 15 | 9 | 5 | 0  | 0  | 4 | 48 | 44 | +4  |
|  | 4.   | Brancaleone | 15 | 9 | 5 | 0  | 0  | 4 | 49 | 45 | +4  |
|  | 5.   | Chiavari    | 14 | 9 | 4 | 1  | 0  | 4 | 40 | 33 | +7  |
|  | 6.   | Cagliari    | 13 | 9 | 4 | 0  | 1  | 4 | 45 | 35 | +10 |
|  | 7.   | Genova      | 13 | 9 | 4 | 0  | 1  | 4 | 39 | 37 | +2  |
|  | 8.   | Vastese     | 6  | 9 | 2 | 0  | 0  | 7 | 33 | 54 | -21 |
|  | 9.   | Sicilia     | 6  | 9 | 2 | 0  | 0  | 7 | 31 | 40 | -9  |
|  | 10.  | Riccione    | 3  | 9 | 1 | 0  | 0  | 8 | 31 | 49 | -18 |

Legenda:
      Ammessa alla fase finale e promossa in Poule Scudetto 2025.
      Ammesse ai play-off per la conquista di un posto della Poule Scudetto 2025.
Regolamento:
Tre punti per la vittoria nei tempi regolamentari, due nel tempo supplementare, uno ai calci di rigore, zero per la sconfitta.